# Avon River (vattendrag i Australien, New South Wales, lat -34,25, long 150,67)
Avon River är ett vattendrag i Australien. Det ligger i delstaten New South Wales, i den sydöstra delen av landet, omkring 66 kilometer sydväst om delstatshuvudstaden Sydney.
I omgivningarna runt Avon River växer huvudsakligen savannskog. Runt Avon River är det glesbefolkat, med 14 invånare per kvadratkilometer. Genomsnittlig årsnederbörd är 1 288 millimeter. Den regnigaste månaden är februari, med i genomsnitt 215 mm nederbörd, och den torraste är juli, med 34 mm nederbörd.